# Santa Luça
Sainte-Luce és un municipi francès situat al departament de la Isèra i a la regió d'Alvèrnia-Roine-Alps. L'any 2007 tenia 34 habitants.

## Demografia

### Població
El 2007 la població de fet de Sainte-Luce era de 34 persones. Hi havia 17 famílies de les quals 4 eren unipersonals (4 homes vivint sols), 9 parelles sense fills i 4 parelles amb fills.
La població ha evolucionat segons el següent gràfic:
Habitants censats

### Habitatges
El 2007 hi havia 44 habitatges, 16 eren l'habitatge principal de la família, 26 eren segones residències i 2 estaven desocupats. 38 eren cases i 5 eren apartaments. Dels 16 habitatges principals, 10 estaven ocupats pels seus propietaris i 6 estaven llogats i ocupats pels llogaters; 4 tenien tres cambres, 4 en tenien quatre i 7 en tenien cinc o més. 12 habitatges disposaven pel capbaix d'una plaça de pàrquing. A 7 habitatges hi havia un automòbil i a 8 n'hi havia dos o més.

### Piràmide de població
La piràmide de població per edats i sexe el 2009 era:
| Homes | Edats   | Dones |
| ----- | ------- | ----- |
| 0     | 95 o +  | 0     |
| 0     | 90 a 94 | 0     |
| 4     | 85 a 89 | 0     |
| 0     | 80 a 84 | 4     |
| 0     | 75 a 79 | 0     |
| 0     | 70 a 74 | 4     |
| 0     | 65 a 69 | 0     |
| 0     | 60 a 64 | 0     |
| 0     | 55 a 59 | 0     |
| 0     | 50 a 54 | 0     |
| 0     | 45 a 49 | 0     |
| 0     | 40 a 44 | 0     |
| 0     | 35 a 39 | 0     |
| 0     | 30 a 34 | 0     |
| 4     | 25 a 29 | 4     |
| 0     | 20 a 24 | 0     |
| 0     | 15 a 19 | 0     |
| 0     | 10 a 14 | 0     |
| 0     | 5 a 9   | 0     |
| 0     | 0 a 4   | 4     |

## Economia
El 2007 la població en edat de treballar era de 22 persones, 20 eren actives i 2 eren inactives. Les 20 persones actives estaven ocupades(13 homes i 7 dones).. De les 2 persones inactives 1 estava jubilada i 1 estava classificada com a «altres inactius».
Activitats econòmiques
Dels 2 establiments que hi havia el 2007, 1 era d'una empresa alimentària i 1 d'una empresa de construcció.
L'únic servei als particulars que hi havia el 2009 era un electricista.
L'únic establiment comercial que hi havia el 2009 era una fleca.

## Poblacions més properes
El següent diagrama mostra les poblacions més properes.